# Harry Potter: Wizards Unite
Harry Potter: Wizards Unite, parfois surnommé Harry Potter Go,,  est un ancien jeu d'aventure gratuit orienté RPG en réalité augmentée, sorti en 2019 pour les appareils mobiles Android et iOS. 
Il est adapté de la franchise Harry Potter et inspiré du concept du jeu Pokémon Go.
La fermeture du jeu est annoncée le 2 novembre 2021 et devient effective le 31 janvier 2022.

## Scénario
Le monde de Harry Potter : Wizards Unite a été corrompu par une forme de magie nommée « Calamité ». Des traces de magies apparaissent, rendant la magie visible aux yeux des Moldus, ce qui oblige l’unité de protection du secret magique à agir. Le joueur, recruté par le ministère de la Magie, est chargé de retrouver des « retrouvables » (créatures ou objets dissimulés dans les parcs, bibliothèques, bâtiments municipaux, etc.) et de canaliser la magie qui les entoure. En s'associant à d'autres recrues, il doit neutraliser l'ensemble des anomalies magiques, répertoriées sur huit catégories : Soins aux créatures magiques, Forces du Mal, Collège Poudlard, Légende de Poudlard, Ministère de la Magie, Magizoologie, Jeux et sports magiques, Artefacts mystérieux, Merveilles du monde des sorciers et Curiosités.

## Système de jeu
Le jeu Harry Potter : Wizards Unite se joue sur mobile. Il utilise le système de réalité augmentée. Le joueur dirige un avatar grâce à sa géolocalisation et doit donc se déplacer dans le monde réel avec son téléphone pour déplacer son avatar dans le monde virtuel du jeu. Sur la carte virtuelle, qui lui donne un aperçu de l'environnement réel, le joueur peut interagir avec différents bâtiments existants, transposés pour certains en éléments nécessaires à l'évolution du joueur dans le jeu ; le joueur peut ainsi localiser sur sa carte des bâtiments fictifs tels que des auberges (pour récupérer de l'énergie), des serres (pour produire et/ou récolter des ingrédients de potions) ou des forteresses (où sont localisés les ennemis). 

### Actions
Le principal objectif du joueur est de retrouver des « retrouvables » et de les débarrasser de leur sceau. Une fois l'élément retrouvé, il doit tracer le bon sortilège sur l'écran pour augmenter ses chances de réussite. Plus le « retrouvable » est rare (indiqué par un rayon de lumière jaune, orange ou rouge), plus le niveau requis et la précision du sort permettant de neutraliser l'anomalie doivent être élevés.
Contrairement au jeu Pokémon Go où les joueurs peuvent s'affronter entre eux, le joueur doit ici s'allier aux autres joueurs inscrits (dont les avatars s'affichent également sur les cartes virtuelles de chacun) afin d'acquérir de l’expérience et combattre plus efficacement les mages noirs et les créatures maléfiques.

## Développement
En 2016, peu de temps après la sortie du jeu à succès Pokémon Go, l'idée d'une application du même type adaptée de Harry Potter est suggérée par de nombreux fans. Une pétition en ligne rassemble près de 70 000 supporteurs et retient ainsi l'attention.
En novembre 2017, le studio Niantic annonce la production d'une nouvelle application en réalité augmentée inspirée de l'univers de Harry Potter, en s'appuyant sur le fonctionnement de Pokémon Go et sur la mécanique du premier jeu en réalité alternée du studio, Ingress,. Le jeu est développé pour les appareils mobiles Android et iOS,, en collaboration avec WB Games San Francisco et sa nouvelle filiale Portkey Games dédiée depuis 2017 à la création de jeux vidéo liés à l’univers magique de J. K. Rowling. Dans un communiqué officiel, le 9 novembre, Niantic présente le jeu ainsi : « Les joueurs pourront apprendre des sorts, explorer leurs quartiers et les villes pour découvrir et combattre des animaux fantastiques. Ils auront aussi la possibilité de collaborer en équipe pour défaire des ennemis puissants ». La sortie du jeu est alors annoncée pour 2018, sous le nom Harry Potter : Wizards Unite (qui peut se traduire en français par Harry Potter : l'union des sorciers),, avant d'être repoussée en 2019. La rubrique FAQ du site de Portkey Games annonce que J. K. Rowling ne sera pas impliquée dans la conception du jeu,.
Le directeur de conception souhaite créer un scénario se déroulant sur plusieurs années, à l'image des intrigues de Harry Potter, et l'une des priorités de l'équipe est d'« encourager l'émerveillement et la curiosité » des joueurs en privilégiant l'exploration. De nombreuses références au travail original de J. K. Rowling sont intégrées sous forme de « retrouvables » (personnages, animaux fantastiques, objets magiques, etc.) et les concepteurs évoquent une immersion à 360° dans plusieurs lieux emblématiques de la saga.
Les premières images du jeu sont présentées sur le site officiel en mars 2019, trois mois avant sa sortie.

## Accueil
Le jeu sort le 20 juin 2019 aux États-Unis et au Royaume-Uni et à partir du 21 juin à travers le reste du monde. En France, il sort le 22 juin 2019.
Il reçoit à sa sortie un avis assez favorable de la part de Jeuxvideo.com, qui lui attribue la note de 15/20 en évoquant un lancement « plutôt prometteur » pour un jeu « sympathique mais […] encore en rodage ».
Le jeu a été téléchargé près de 400 000 fois en vingt-quatre heures à la suite de son lancement aux États-Unis et au Royaume-Uni, le plaçant à la 1re place de la liste des applications les plus téléchargées de l’App Store d'iOS. Il réalise néanmoins un démarrage beaucoup plus faible que Pokémon Go, en comptabilisant 3 000 000 téléchargements en trois jours (contre 24 000 000 en quatre jours pour Pokémon Go).

## Fermeture
Le 2 novembre 2021, le site officiel du jeu annonce la fermeture effective de celui-ci au 31 janvier 2022. 
Le jeu sera supprimé de l'App Store et de Google Play le 6 décembre 2021, et les joueurs ne pourront plus effectuer d'achats via le jeu à partir de cette même date.